# Norrey-en-Auge
Norrey-en-Auge é uma comuna francesa na região administrativa da Normandia, no departamento Calvados. Estende-se por uma área de 9,25 km². Em 2010 a comuna tinha 94 habitantes (densidade: 10,2 hab./km²).